# Anthrax dimidiata
Anthrax dimidiata är en tvåvingeart som först beskrevs av Christian Rudolph Wilhelm Wiedemann 1819.  Anthrax dimidiata ingår i släktet Anthrax och familjen svävflugor. Inga underarter finns listade i Catalogue of Life.